# 特拉马加
特拉马加是葡萄牙波塔莱格雷区的一个堂区。总面积97.16平方公里，总人口1732人，人口密度17.8人/平方公里。